# Mboliboli
Mboliboli ist ein Verwaltungsbezirk (englisch Ward) des Distrikts Iringa in der tansanischen Region Iringa.

## Geografie
Mboliboli liegt im südlichen Hochland von Tansania etwa 50 Kilometer Luftlinie nördlich der Regionshauptstadt Iringa. Die wichtigste Gewässer sind der Große Ruaha, der die Grenze im Norden bildet, und der Kleine Ruaha, der den Süden des Bezirks entwässert. Der Bezirk grenzt im Norden an die Region Dodoma, im Osten an Izazi, im Südosten an Nyang'oro, im Süden an Itunundu und im Westen an Mlenge. Bei der Volkszählung 2022 lebten 7567 Menschen in 1945 Haushalten auf einer Fläche von 558 Quadratkilometern.

## Gliederung
Der Bezirk besteht aus drei Gemeinden (swahili Mtaa) mit zwölf Orten (Kitongoji):
| Mboliboli - Mboliboli - Mjimwema - Legeza Mwendo | Mbugani - Mbugani - Uwanja wa Ndege A - Uwanja wa Ndege B | Mkumbwanyi - Mkumbwanyi - Mkwajuni - Midizini |